# Конвой HG 73
Конвой HG 73 (англ. Convoy HG 73) — 73-й атлантичний конвой серії HG у кількості 25 транспортних суден, що у супроводженні союзних кораблів ескорту прямував від Гібралтару до британських морських портів. Конвой вийшов 17 вересня 1941 року з Гібралтару та прибув до Ліверпуля 1 жовтня 1941 року. Під час руху неодноразово був виявлений засобами розвідки противника, але тільки вночі 25 вересня U-124 і U-203 атакували, одразу потопивши чотири судна. До 27 вересня атаки продовжувалися, загалом конвой HG 73 втратив дев'ять транспортних суден і один корабель ескорту.

## Історія конвою
HG 73 складався з 25 суден, що поверталися з Гібралтару додому, багато з яких були в баласті або перевозили торгові товари. Комодором конвою був контрадмірал К. І. Крейтон на вантажному судні Avoceta. Конвой захищала група супроводу від Командування Західних підходів, що складалася з шлюпа «Фої» і восьми корветів, посилених допоміжним зенітним кораблем/кораблем катапультування винищувача «Спрінгбенк». Протягом перших кількох днів супроводження конвою було посилено есмінцями «Дункан», «Вімі» та «Фарндале», і підкріплювалося в різний час протягом усього рейсу іншими військовими кораблями.
Конвою HG 73 протистояла зібрана нашвидкуруч «вовча зграя» з п'яти німецьких підводних човнів (U-124, U-201, U-203, U-205 і U-371) та група з чотирьох італійських підводних човнів («Леонардо да Вінчі», «Алессандро Маласпіна», «Франческо Морозіні» і «Луїджі Тореллі»), які на той час патрулювали на захід від Гібралтарської протоки. З повітря вовчу зграю підтримували літаки Kampfgeschwader 40 (KG 40) на Fw 200 «Кондор», що базувалися в Бордо.
17 вересня 1941 року конвой HG 73 відплив з Гібралтару, і німецькі агенти майже відразу повідомили про це через затоку в нейтральній Іспанії; вони змогли повідомити склад конвою й ескорту та час відправлення.
«Кондори» KG40 і чотири італійські підводні човни (командування підводних сил Крігсмаріне (нім. Befehlshaber der U-Boote (BdU), не знало, що один з італійських ПЧ, «Алессандро Маласпіна», зник безвісти минулого тижня) отримали наказ на пошук конвою, тоді як три підводні човни, що перебували північніше розгорнулися у пошуковій патрульній лінії на ймовірному маршруті конвою.
18 вересня «Кондор» побачив конвой HG 73 біля мису Сент-Вінсент, але його відігнав «Фулмар», запущений з «Спрінгбенку».
19 вересня конвой був знову помічений спочатку «Франческо Морозіні», а пізніше U-371, хоча незабаром обидва втратили контакт; «Морозині» припинив переслідування через проблеми з двигуном, тоді як U-371, що прямував до Середземного моря, отримав наказ продовжити свій шлях.
20 вересня U-124 вийшов на контакт, але виявилося, що це був конвой OG 74, який рушив на південь. Не знаючи про це, BdU наказало U-201 приєднатися до нього, і протягом наступних двох днів і ночей обидва підводні човни атакували OG 74, їм вдалося потопити п'ять суден, хоча обидва отримали пошкодження та вичерпали свій запас торпед.
Тим часом HG 73 був атакований італійськими човнами, але безуспішно: в ніч з 21 на 22 вересня «Вімі» провів контратаку на ворожий човен і вважали, що він знищив «Маласпіна», хоча пізніше було припущено, що ця атака була на «Луїджі Тореллі», який вцілів, але дістав серйозних пошкоджень і був змушений повернутися на базу.
23 вересня «Леонардо да Вінчі» встановив контакт і стежив за конвоєм протягом дня, але не зміг провести атаку.
Вночі 25 вересня U-124 і U-203 атакували, завдавши кілька ударів по транспортах союзників. Одразу після опівночі U-203 потопив «Авоцета» і «Варенгберг», але потрапила під удар з корвета «Ларкспур». Через кілька годин U-124 потопив «Кортес» і «Петрел». Судно «Лепвінг» зупинилося, щоб забрати вцілілих з цих двох суден, але само було торпедоване незадовго до світанку. Із 109 осіб на цих трьох суднах вижили лише 18 чоловіків, які досягли суші після двотижневого плавання у відкритому рятувальному човні.
26 вересня «Хайлендер» відійшов від супроводу, тоді як U-124 і U-203 продовжували перебувати в тіні, переслідуючи транспорти. U-201 і U-205 також приєдналися, але протягом дня U-205 атакувала авіація союзників; він був пошкоджений і змушений повернутися на базу.
Протягом ночі з 26 на 27 вересня три підводні човни знову атакували; незадовго до півночі U-124 потопив «Сіремальм», а о 2 ранку U-201 торпедував і потопив «Сервантеса» і торпедував «Спрінгбанк». Уцілілих на Спрінгбенку зняли, а «Джазмін» добив «Спрінгбенк» корабельною артилерією.
Протягом 27 вересня три човни продовжували переслідування, і тієї ночі U-201 здійснив останню атаку, потопивши «Маргарету»; ні U-124, ні U-203 не змогли атакувати знову.
При цьому підводні човни, що переслідували, змушені були відмовитися від операції та повернутися на базу для переозброєння. Подальший рух конвою HG 73 пройшов без інцидентів і 1 жовтня транспорти прибули до Ліверпуля.

## Кораблі та судна конвою HG 73[1]

### Транспортні судна
Позначення
| Назва                | Прапор          | Тоннаж (GRT) | Прим.                                           |
| -------------------- | --------------- | ------------ | ----------------------------------------------- |
| Avoceta (1923)       | Велика Британія | 3 442        | 26 вересня потоплено U-203                      |
| Cervantes (1919)     | Велика Британія | 1 810        | 27 вересня потоплено U-201                      |
| Cortes (1919)        | Велика Британія | 1 374        | 26 вересня потоплено U-203                      |
| Coxwold (1938)       | Велика Британія | 1 124        |                                                 |
| Cressado (1913)      | Велика Британія | 1 228        |                                                 |
| Ebro (1920)          | Данія           | 1 547        |                                                 |
| Empire Lake (1941)   | Велика Британія | 2 852        |                                                 |
| Empire Stream (1941) | Велика Британія | 2 911        | 25 вересня потоплено U-124                      |
| Finland (1939)       | Велика Британія | 1 375        |                                                 |
| Lanarhone (1928)     | Ірландія        | 1 221        | прямував до Дубліна                             |
| Lapwing (1920)       | Велика Британія | 1 348        | Відстало від конвою; 26 вересня потоплено U-203 |
| Leadgate (1925)      | Велика Британія | 1 375        | 2 125                                           |
| Margareta (1904)     | Велика Британія | 3 103        | 27 вересня потоплено U-201                      |
| Marklyn (1918)       | Велика Британія | 3 090        |                                                 |
| Meta (1930)          | Велика Британія | 1 575        |                                                 |
| Panos (1920)         | Велика Британія | 4 914        |                                                 |
| Penhale (1924)       | Велика Британія | 4 071        |                                                 |
| Petrel (1920)        | Велика Британія | 2 911        | 26 вересня потоплено U-124                      |
| Rudby (1924)         | Велика Британія | 4 846        |                                                 |
| Siremalm (1906)      | Норвегія        | 3 103        | 26 вересня потоплено U-201                      |
| Spero (1922)         | Велика Британія | 1 589        |                                                 |
| Starling (1930)      | Велика Британія | 1 320        |                                                 |
| Switzerland (1922)   | Велика Британія | 1 291        |                                                 |
| Vanellus (1921)      | Велика Британія | 1 886        | судно віцекомандора конвою                      |
| Varangberg (1915)    | Норвегія        | 2 842        | 26 вересня потоплено U-203                      |

### Кораблі ескорту
| Назва        | Прапор                                  | Тип корабля                                              | Прим.                       |
| ------------ | --------------------------------------- | -------------------------------------------------------- | --------------------------- |
| «Бегонія»    | Військово-морські сили Великої Британії | корвет типу «Флавер»                                     | 17-30 вересня               |
| «Дункан»     | Військово-морські сили Великої Британії | лідер ескадрених міноносців типу «D»                     | 17-20 вересня               |
| «Фарндале»   | Військово-морські сили Великої Британії | ескортний міноносець типу «Хант»                         | 17-20 вересня               |
| «Фої»        | Військово-морські сили Великої Британії | Шлюп типу «Шоргам»                                       | 17-30 вересня               |
| «Дженшен»    | Військово-морські сили Великої Британії | корвет типу «Флавер»                                     | 17-30 вересня               |
| «Гібіск»     | Військово-морські сили Великої Британії | корвет типу «Флавер»                                     | 17-30 вересня               |
| «Хайлендер»  | Військово-морські сили Великої Британії | ескадрений міноносець типу «H»                           | 22-26 вересня               |
| «Джазмін»    | Військово-морські сили Великої Британії | корвет типу «Флавер»                                     | 17-30 вересня               |
| «Ларкспур»   | Військово-морські сили Великої Британії | корвет типу «Флавер»                                     | 17-30 вересня               |
| «Міосотіс»   | Військово-морські сили Великої Британії | корвет типу «Флавер»                                     | 17-30 вересня               |
| «Перівінкл»  | Військово-морські сили Великої Британії | корвет типу «Флавер»                                     | 17-30 вересня               |
| «Спрінгбенк» | Військово-морські сили Великої Британії | гідроавіаносець/корабель катапультування винищувача      | 27 вересня потоплений U-201 |
| «Стоункроп»  | Військово-морські сили Великої Британії | корвет типу «Флавер»                                     | 17-30 вересня               |
| «Вімі»       | Військово-морські сили Великої Британії | ескадрений міноносець «Адміралті» типу «V»               | 17-22 вересня               |
| «Вайлд Свон» | Військово-морські сили Великої Британії | ескадрений міноносець «Модифікований Адміралті» типу «W» | 20-22 вересня               |
| «Волверін»   | Військово-морські сили Великої Британії | ескадрений міноносець «Модифікований Адміралті» типу «W» | 28 вересня-1 жовтня         |

## Підводні човни, що брали участь в атаці на конвой
| Назва                | Тип             | Командир                                     | Результати атаки                                                 |
| -------------------- | --------------- | -------------------------------------------- | ---------------------------------------------------------------- |
| U-124                | типу IX B       | капітан-лейтенант Йоганн Мор                 | 25.09 — потопив Empire Stream, 26.09 — Cortes, Petrel і Siremalm |
| U-201                | типу VIIC       | оберлейтенант-цур-зее Адальберт Шне          | 27.09 — потопив Cervantes, Margareta і HMS Springbank            |
| U-203                | типу VIIC       | капітан-лейтенант Рольф Мюцельбург           | 26.09 — потопив Avoceta, Varangberg і Lapwing                    |
| U-205                | типу VIIC       | капітан-лейтенант Франц-Георг Решке          | не здобув перемоги                                               |
| U-371                | типу VIIC       | капітан-лейтенант Генріх Дріфер              | не здобув перемоги                                               |
| «Леонардо да Вінчі»  | типу «Марконі»  | капітан корвета Джанфранко Гаццана Пріароджа | не здобув перемоги                                               |
| «Франческо Морозіні» | типу «Марчелло» | капітан корвета Атос Фратерналі              | не здобув перемоги                                               |
| «Луїджі Тореллі»     | типу «Марчелло» | капітан фрегата Альдо Коккія                 | не здобув перемоги                                               |